# Ново-Никольское (Тверская область)
 Ново-Никольское  — деревня в Максатихинском районе Тверской области. Входит в состав Малышевского сельского поселения.

## География
Находится в северо-восточной части Тверской области на расстоянии приблизительно 11 км по прямой на запад-юго-запад от районного центра поселка Максатиха на правом берегу речки Волчина.

## История
Деревня была отмечена еще на карте Менде (состояние местности на 1848 год). В 1859 году здесь (тогда сельцо Никольская Бежецкого уезда Тверской губернии) был учтен 1 двор, в 1940 — 12.

## Население
Численность населения: 23 человека (1859 год), 20 (русские 100 %) в 2002 году, 18 в 2010.